# Broadlands
Broadlands és una població dels Estats Units a l'estat d'Illinois. Segons el cens del 2000 tenia 312 habitants.

## Demografia
Segons el cens del 2000, Broadlands tenia 312 habitants, 119 habitatges, i 86 famílies. La densitat de població era de 446,2 habitants/km².
Dels 119 habitatges en un 37,8% hi vivien nens de menys de 18 anys, en un 60,5% hi vivien parelles casades, en un 10,9% dones solteres, i en un 26,9% no eren unitats familiars. En el 26,1% dels habitatges hi vivien persones soles el 16,8% de les quals corresponia a persones de 65 anys o més que vivien soles. El nombre mitjà de persones vivint en cada habitatge era de 2,62 i el nombre mitjà de persones que vivien en cada família era de 3,14.
Per edats la població es repartia de la següent manera: un 30,1% tenia menys de 18 anys, un 3,5% entre 18 i 24, un 30,8% entre 25 i 44, un 21,5% de 45 a 60 i un 14,1% 65 anys o més.
L'edat mediana era de 37 anys. Per cada 100 dones de 18 o més anys hi havia 81,7 homes.
La renda mediana per habitatge era de 36.023 $ i la renda mediana per família de 37.708 $. Els homes tenien una renda mediana de 35.938 $ mentre que les dones 23.472 $. La renda per capita de la població era de 15.366 $. Aproximadament el 5,4% de les famílies i el 6,3% de la població estaven per davall del llindar de pobresa.

## Poblacions properes
El següent diagrama mostra les poblacions més properes.